# Ватанабэ, Наоми
Наоми Ватанабэ (яп. 渡辺 直美 Ватанабэ Наоми, род. 23 октября 1987 года) — японская актриса, комик и модельер. Она прославилась в 2008 году благодаря пародиям на Бейонсе, после чего ей был присвоен титул «японская Бейонсе».

## Карьера
Ватанабэ порадирует популярным артистам японской культуры, среди которых пародии на Бейонсе, поющей «Dreamgirls» и «Crazy in Love», быстро стало популярным. Она также запустила собственную линию одежды под названием Punyus (что в переводе с английского означает «пухленькая») и сыграла роль Мейбл в мюзикле Слава и Трейси Тернблад в мюзикле Лак для волос. По состоянию на 18 марта 2021 года за ее аккаунтом в Instagram следят 9,3 миллиона человек.
Ватанабэ была в качестве гостя в аниме-фильме 2013 года Crayon Shin-chan: Very Tasty! B-class Gourmet Survival!!. В 2016 году она озвучила персонажа Асиму в японском дубляже фильма Томас и друзья: Великая гонка. В 2019 году она была показана в фильме Странный глаз: Мы в Японии!, сезон 1, эпизод 3 как Идеальная женщина.
В марте 2021 года она объявила о своем намерении переехать из Японии в Соединенные Штаты в следующем месяце. Она появлялась в журнале Us Weekly.

## Личная жизнь
Наоми Ватанабэ родилась в Тайбэе в семье отца-японца и матери-тайваньки и выросла в Ибараки. Она японско-тайваньского происхождения.
В апреле 2021 года креативный директор Летних олимпийский игр 2020 Хироси Сасаки был вынужден уйти в отставку после того, как высказал свою идею, во время церемонии спуститься Наоми сверху в образе свиньи и назвал её «ОлимпПиг»..

## Дискография

### Синглы

#### Как ведущий артист
| Название                                                   | Год  | Высшая позиция | Альбом            |
| Название                                                   | Год  | JPN Hot 100    | Альбом            |
| ---------------------------------------------------------- | ---- | -------------- | ----------------- |
| «Kira Kira» (яп. キラキラ) (Ai при участии Наоми Ватанабэ) | 2017 | 19             | Wa to Yo          |
| «Kiss Me More» (Doja Cat при участии Наоми Ватанабэ)       | 2022 | —              | Сингл вне альбома |
| "—" релиз не попал в чарт.                                 |      |                |                   |

## Фильмография

### Фильмы
| Год  | Название                                   | Роль    | Примечания | Ссылка |
| ---- | ------------------------------------------ | ------- | ---------- | ------ |
| 2012 | Перетягивание каната!                      |         |            |        |
| 2013 | R100                                       |         |            |        |
| 2018 | Солнечные: Сильный разум - сильная любовь  | Умэ     |            |        |
| 2020 | Нерассказанная история о трех королевствах | Дяочань |            | [ 12 ] |
| 2020 | Обещанная Страна Грёз                      | Крона   |            | [ 13 ] |

### Телесериалы
| Год  | Название            | Роль  | Телеканал         | Примечания | Ссылка |
| ---- | ------------------- | ----- | ----------------- | ---------- | ------ |
| 2011 | Дэнка Ванко         |       | NTV               |            |        |
| 2011 | Герой Ёсико         |       | TV Tokyo          |            |        |
| 2014 | Время любви         |       | TVB Jade          |            |        |
| 2016 | Скрытые             |       | Astro Wah Lai Toi |            |        |
| 2019 | Натурал глазами гея | Гость | Netflix           |            |        |
| 2020 | Подписчики          |       | Netflix           |            |        |

### Реалити-шоу
| Год     | Название                                | Телеканал          | Примечания | Ссылка |
| ------- | --------------------------------------- | ------------------ | ---------- | ------ |
| 2010–14 | Waratte Iitomo!                         | Fuji TV            |            |        |
| 2011    | Субботним вечером в прямом эфире Япония | Fuji TV            |            |        |
| 2023    | Замок Такэси                            | Amazon Prime Video |            |        |

### Аниме
| Год  | Название                                                 | Роль     | Тип                                           | Примечания | Ссылка |
| ---- | -------------------------------------------------------- | -------- | --------------------------------------------- | ---------- | ------ |
| 2007 | Sazae-san                                                |          | TV                                            |            |        |
| 2013 | Crayon Shin-chan: Very Tasty! B-class Gourmet Survival!! |          | Фильм                                         |            |        |
| 2015 | Чиби Маруко-тян: мальчик из Италии                       |          | Фильм                                         |            |        |
| 2020 | Дораэмон: Новый динозавр Нобиты                          | Натали   | Фильм                                         |            | [ 14 ] |
| 2021 | Сейлор Мун: Вечность                                     | Цирконий | 2-я часть фильма, 4 снзон Sailor Moon Crystal |            | [ 15 ] |
| 2022 | Димо                                                     | Пакетик  | Фильм                                         |            | [ 16 ] |

### Дубляж
Фильмы
| Год  | Название                             | Роль                            | Актёр            | Примечания | Ссылка |
| ---- | ------------------------------------ | ------------------------------- | ---------------- | ---------- | ------ |
| 2015 | Ночь в музее: Секрет гробницы        | Тилли                           | Ребел Уилсон     |            | [ 17 ] |
| 2015 | Пиксели                              | Серена Уильямс                  | Серена Уильямс   |            | [ 18 ] |
| 2016 | Охотники за приведениями             | Доктор Эбигейл (Эбби) Йейтс     | Меллиса Маккарти |            | [ 19 ] |
| 2018 | Красотка на всю голову               | Рене Беннет                     | Эми Шумер        |            |        |
| 2022 | Охотники за привидениями: Наследники | Гозер / Мини-Зефирный Человечек |                  |            | [ 20 ] |

Анимация
| Год  | Название                          | Роль       | Примечания | Ссылка |
| ---- | --------------------------------- | ---------- | ---------- | ------ |
| 2016 | Томас и его друзья: Большая гонка | Асима      |            |        |
| 2017 | Тайна Коко                        | Фрида Кало |            | [ 21 ] |
| 2022 | Миньоны: Грювитация               | Мастер Чо  |            | [ 22 ] |

### Комментарии
1. ↑  Sources for chart positions:
  - "Kira Kira"[10]